# 슌시 내친왕
슌시/타마코 내친왕(일본어: 珣子内親王 しゅんし / たまこないしんのう[*])은 고다이고 천황의 황후(중궁)이다. 고후시미 천황의 1황녀로, 어머니는 코기몬인 (사이온지 네이시)이다. 북조로부터 받은 원호는 신무로마치인 (新室町院)이다.